# مراد ستلا
 مراد ستلا (بالفرنسية: Mourad Satli)‏ (ولد في 29 كانون الثاني / يناير 1990) هو  لاعب كرة القدم جزائري يلعب في مركز المدافع .

## وصلات خارجية
- مراد ستلا على موقع قاعدة بيانات كرة القدم.إي يو (الإنجليزية)
- مراد ستلا على موقع Soccerway.com (الإنجليزية)
- مراد ستلا على موقع كووورة